# Finale del campionato NFL 1955
La finale del campionato NFL 1955 è stata la 23ª del campionato della NFL. La gara si tenne il 26 dicembre 1955 al Memorial Coliseum di Los Angeles tra Los Angeles Rams e Cleveland Browns.  La gara fu seguita dagli spalti da un pubblico di 87.695 spettatori, il record per una finale della NFL all'epoca. Fu anche la prima ad essere trasmessa in televisione da NBC e la prima a disputarsi di lunedì. A prevalere fu Cleveland, al terzo titolo dalla sua ammissione nella NFL nel 1950, che diede l'addio nel modo più consono alla sua stella Otto Graham, all'ultima gara in carriera. Il quarterback dei Rams Norm Van Brocklin, che subì sei intercetti, affermò spesso che quella fu la peggiore gara della sua carriera da Hall of Fame.

## Marcature
- CLE – FG di Groza da 26 yard 3–0 CLE
- CLE – Paul su ritorno di intercetto da 65 yard (extra point trasformato da Groza) 10–0 CLE
- LA – Quinlan su passaggio da 67 yard di Van brocklin (extra point trasformato da Richter) 10–7 CLE
- CLE – Lavelli su passaggio da 50 yard di Graham (extra point trasformato da Groza) 17–7 CLE
- CLE – Graham su corsa da 15 yard (extra point trasformato da Groza) 24–7 CLE
- CLE – Graham su corsa da 1 yard (extra point trasformato da Groza) 31–7 CLE
- CLE – Renfro su passaggio da 35 yard di Graham (extra point trasformato da Groza) 38–7 CLE
- LA – Waller su corsa da 4 yard (extra point trasformato da Richter) 38–14 CLE